# Dostępna przepływność
Dostępna przepływność, ABR (od ang. available bit rate) – maksymalna możliwa przepływność, po uwzględnieniu ewentualnych innych transmisji zachodzących w tym samym czasie, w danym medium transmisyjnym. Pojęcie ABR jest stosowane w telekomunikacji oraz informatyce – najczęściej dotyczy sieci komputerowych lub kompresji strumieni multimedialnych. Ten tryb transmisji jest używany, na przykład, w sieci Hiperlan 2.
Jeśli w danej sieci możliwa jest jednocześnie transmisja CBR, VBR i ABR, to dostępna przepustowość jest pomniejszana o przepływności zarezerwowane przez CBR i VBR, a reszta dostępnej przepływności jest przydzielana dla ruchu ABR. Usługi transmisji plików (poczta elektroniczna, WWW, FTP itp.) powinny być realizowane przy zastosowaniu ruchu typu ABR.